# José Luis Salmón
José Luis Salmón Fossati (Lima, 4 de febrero de 1875 - ib. 2 de abril de 1957) fue un militar peruano. Fue ministro de Guerra durante el gobierno de Augusto B. Leguía (1929-1930).

## Biografía
Hijo del coronel de artillería Federico Salmón y de Santos Fossati. Su padre fue uno de los vencedores del combate del Callao o del Dos de Mayo, donde fue herido en la explosión de la torre de La Merced, siendo declarado Benemérito a la Patria en grado heroico y eminente. Su abuelo fue el capitán de navío Esteban Salmón Luna (1799-1860), prócer de la Independencia y uno de los fundadores de la Marina de Guerra del Perú.
Ingresó a la Escuela Militar de Lima en 1890, integrando la primera promoción de cadetes (de la que formaba también parte el futuro mariscal y presidente del Perú Óscar R. Benavides). Egresó como alférez de artillería en 1893. Sus ascensos a teniente, capitán, mayor, teniente coronel, coronel y general, fueron por estricto mérito y por mandato de la ley. Prestó servicios en el batallón Ayacucho N.° 3, Libertad N.° 7; Regimiento de Artillería de Montaña; Grupo de Artillería de Campaña y Escuela de Clases de Artillería.
Fue jefe del Gabinete Militar y del Estado Mayor Divisionario; jefe de Sección del Estado Mayor General del Ejército; alumno y profesor en la Escuela de Guerra y la Escuela Militar; director de la Escuela Militar y miembro de varias comisiones técnicas.
Durante el gobierno de Augusto B. Leguía (posteriormente llamado el Oncenio) fue ministro de Estado en el despacho de Guerra, integrando el gabinete ministerial presidido por Benjamín Huamán de los Heros, ya en el último año de dicho régimen (1929-1930).
Fue también diputado por la provincia de Dos de Mayo; y senador por el departamento de Huánuco, así como miembro de comisiones diplomáticas al exterior.
Fue presidente por muchos años de la Benemérita Sociedad Fundadores de la Independencia, Vencedores del 2 de mayo de 1866 y Defensores Calificados de la Patria (periodos 1929-1930 y 1938-1947). Así como miembro del Centro de Estudios Histórico-Militares; y miembro de honor del Consejo Nacional de Veteranos de la Independencia de Cuba.

## Condecoraciones
Se mencionan solo las principales:
- Gran Oficial de la Orden El Sol del Perú.
- Gran Oficial de la Orden Militar de Ayacucho.
- Comendador de la Orden del Libertador de Venezuela.
- Gran Cruz de la Orden de Boyacá de Colombia.
- Gran Cruz de la Orden al Mérito Militar de Chile.